# 于相德
于相德（?—?），山東省兗州府泗水縣人，清朝政治人物、同進士出身。
光緒十八年（1892年），参加光緒壬辰科殿試，登進士三甲115名。同年五月，著交吏部掣签分发各省，以知县即用